# Greifswald i månsken
Greifswald i månsken (tyska: Greifswald im Mondschein) är en oljemålning av den tyske romantiske konstnären Caspar David Friedrich från 1817. Den är utställd på Nasjonalmuseet for kunst, arkitektur og design i Oslo.
Friedrich föddes 1774 i Greifswald vid Östersjökusten, då huvudort i Svenska Pommern. Denna nattliga vy mot hemstaden har samma drömska karaktär som Ängar vid Greifswald (1821–1822). Båda målningarna visar staden sedd från väster där silhuetten domineras av Mariakyrkan, rådhuset, Nicolaikyrkan och St. Jacobi. Motivet med sanka strandängar i förgrunden förekommer i flera av Friedrich målningar, till exempel Månskenslandskap med fiskare (1818) och Skepp på redden (1818). 

## Relaterade målningar

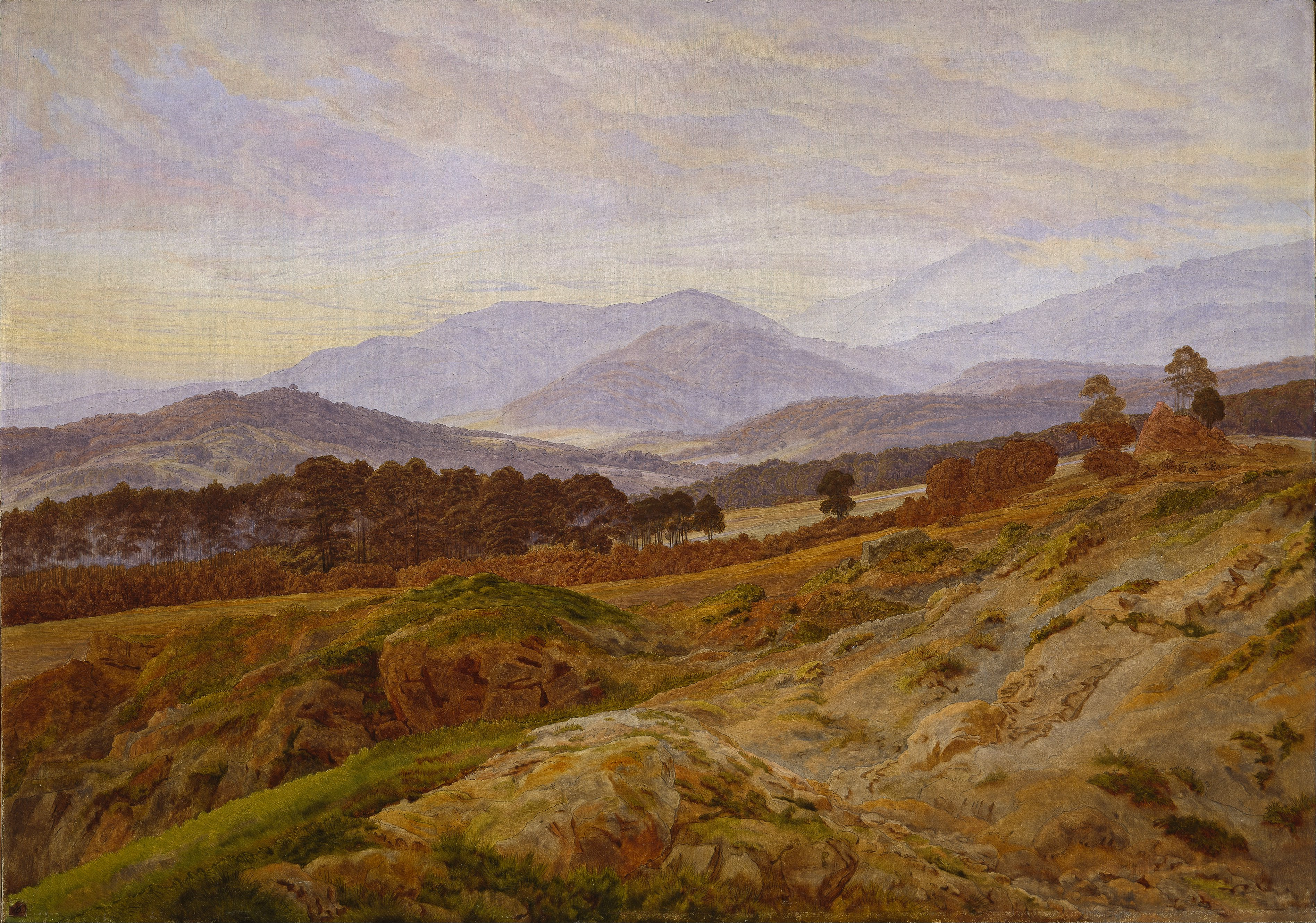
Landskap i Riesengebirge från 1835 (72 x 102 cm). Nasjonalmuseets andra Friedrichmålning.
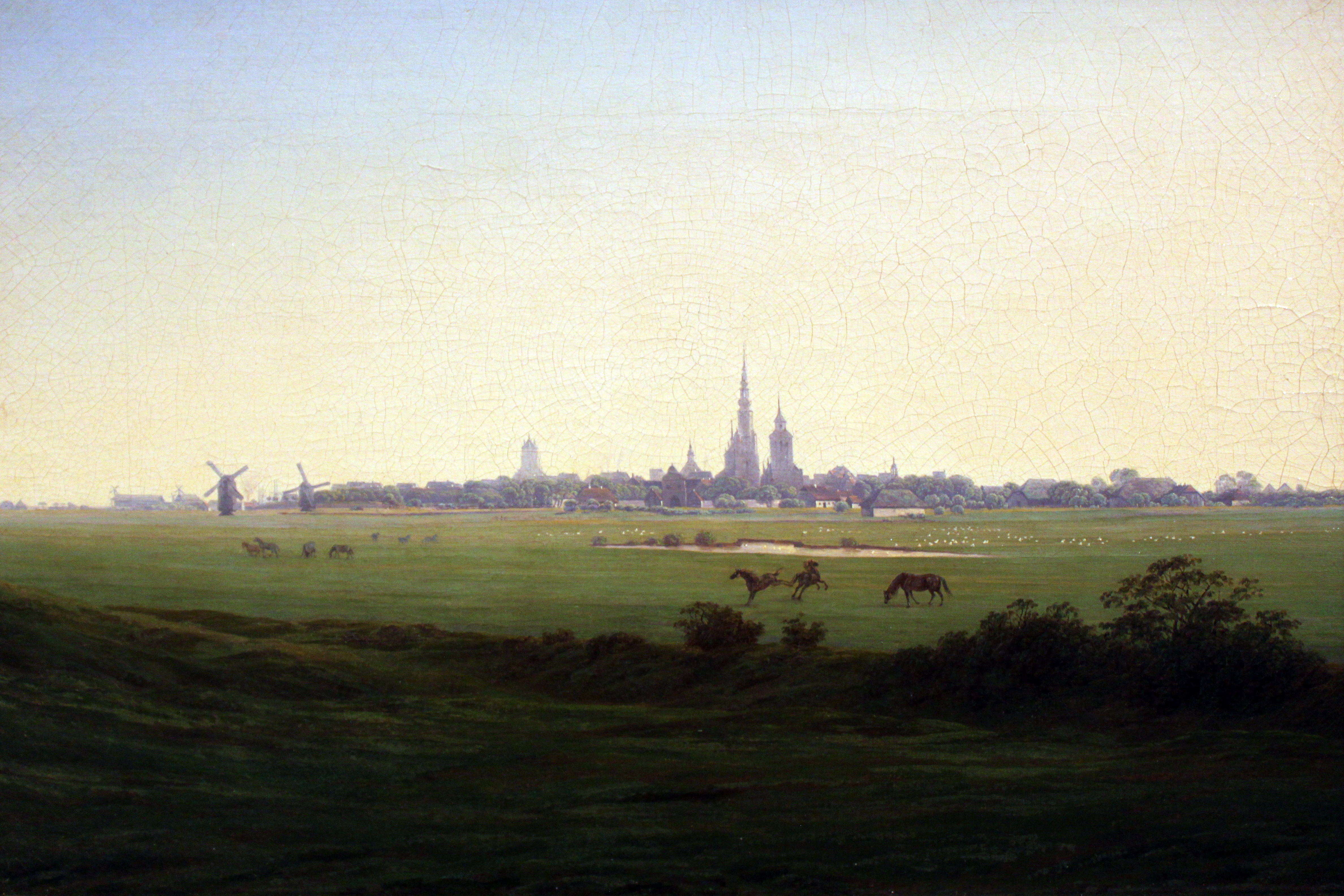
Friedrichs Ängar vid Greifswald från 1821-1822 (34,5 x 48,3 cm). Hamburger Kunsthalle.
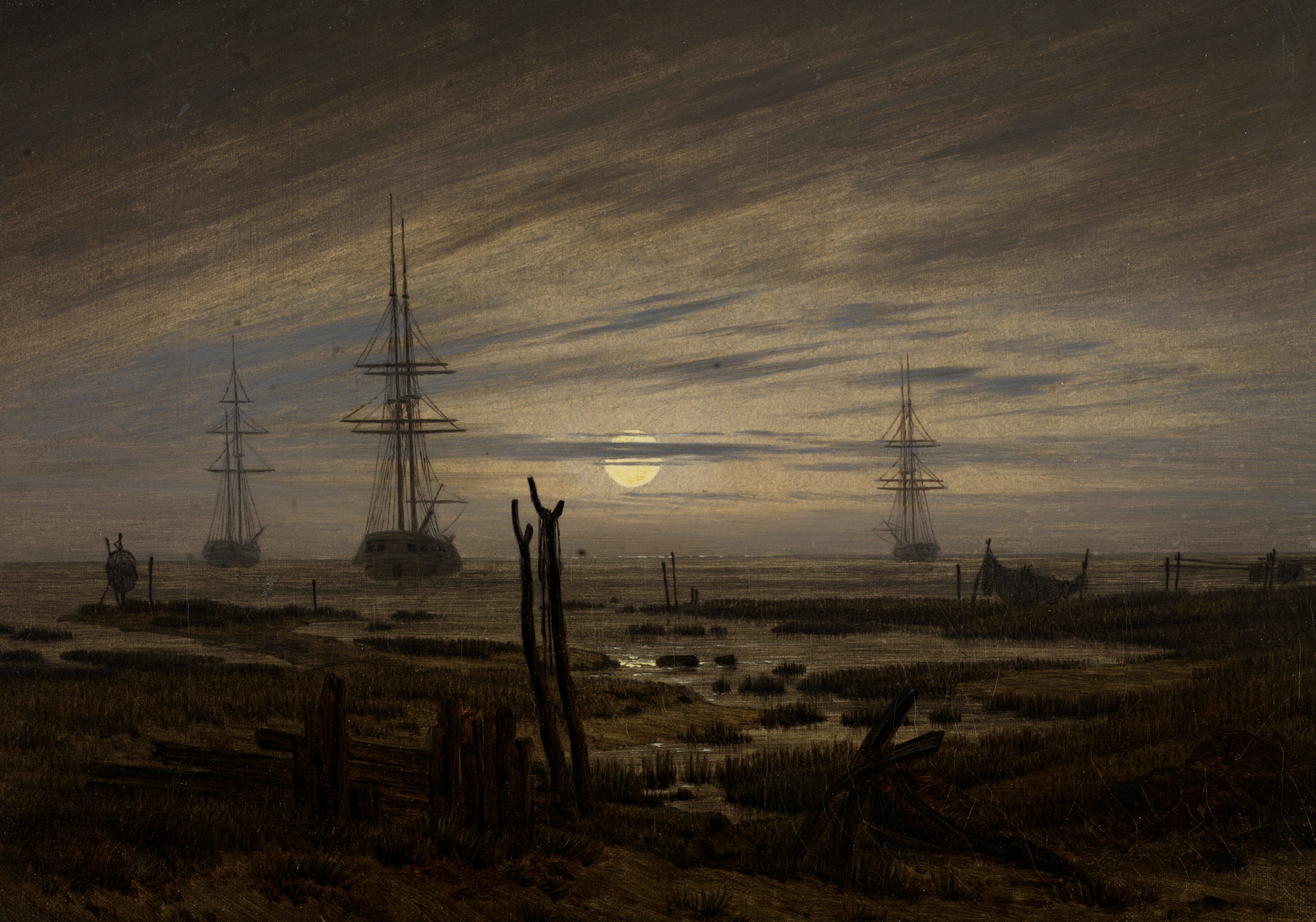
Skepp på redden (1818), Museum Behnhaus Drägerhaus i Lübeck.
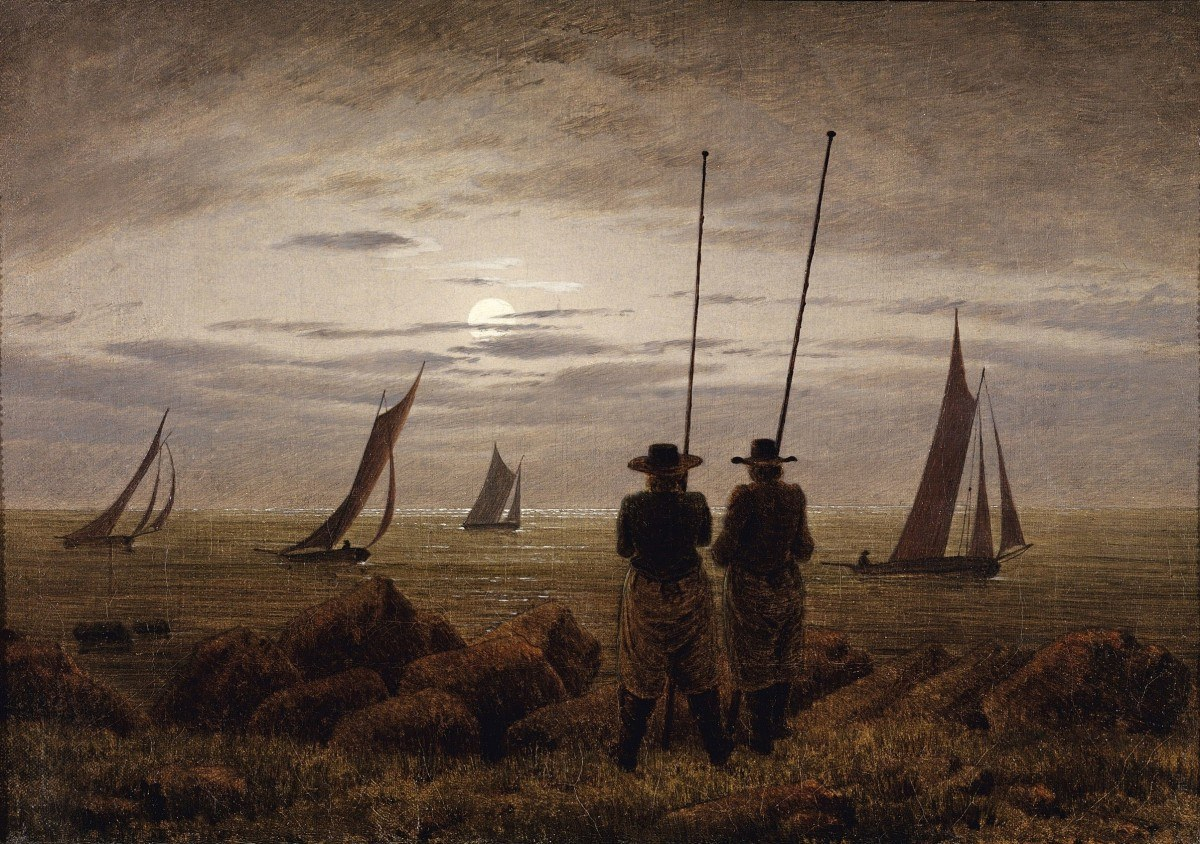
Månskenslandskap med fiskare (1818), Museum Behnhaus Drägerhaus i Lübeck.